# Muzeum Hutnictwa Doliny Małej Panwi w Ozimku
Muzeum Hutnictwa Doliny Małej Panwi w Ozimku – muzeum położone w Ozimku. Placówka powstała w grudniu 2012 roku i jest prowadzona przez Stowarzyszenie Dolina Małej Panwi. Jej siedzibą jest budynek biurowy Huty Małapanew.
Na muzealną kolekcję składają się eksponaty związane z historią huty w Ozimku oraz hutnictwa w dolinie Małej Panwi. Prezentowane są m.in.:
- galeria portretów dyrektorów huty z lat 1780-1945,
- wyroby żeliwne, zarówno o charakterze użytkowym (naczynia, piece, wagi, urządzenia kuchenne), jak i artystycznym (rzeźby i płaskorzeźby, figury, krucyfiksy),
- modele mostów, produkowanych w hucie (wykonanych m.in. dla Berlina, Poczdamu, Wrocławia i Petersburga) oraz urządzenia i części do nich,
- militaria - kule armatnie i bagnety,
- medale i wyróżnienia dla huty, w tym m.in. medal Wystawy Przemysłowej w Londynie w 1851 roku oraz Medal Prezydenta Rzeszy Niemieckiej z 1928 roku,
- makiety ukazujące rozwój Ozimka w XVIII i XIX wieku.
- dokumenty, wśród których znajdują się m.in. katalog wyrobów hut królewskich w Zagwiździu, Ozimku i Gliwicach z 1800 roku oraz oryginalny rysunek techniczny z huty z 1862 roku.

Muzeum jest obiektem całorocznym, czynnym w weekendy, po uprzednim uzgodnieniu.